# Eduard Wolpers
Eduard Wolpers (Hannover, 24 agosto 1900 – 23 novembre 1976) è stato un calciatore tedesco, di ruolo attaccante.